# Renault Scénic III
Le Renault Scénic III, présentée en avant-première le 3 mars 2009 au salon international de l'automobile de Genève, est la troisième génération du monospace compact du constructeur français Renault, produite du 23 avril 2009 à 2016. Pour répondre à la concurrence, et notamment face à la Citroën C4 Picasso qui avait ravi la première place des ventes de monospace en France à Renault (la Scénic a depuis repris son rang), sa commercialisation en version Scénic de 5 places et Grand Scénic à 7 places, intervient courant 2009 à un tarif débutant à 19 900 €.
Sans vraiment révolutionner son design qui fit le succès des précédentes générations, le Scénic bénéficie notamment des lignes arrondies de la Mégane III. Profitant d'une longueur portée à 4,34 m pour le « petit » Scénic et 4,56 m pour le "Grand Scénic", l'habitabilité demeure le point fort de ce monospace tandis que le volume du coffre est en hausse et que le comportement routier s'apparente à celui d'une berline.
Le 4 novembre 2009, le magazine Auto Bild lui décerne le « volant d'or » dans la catégorie « monospace ».
En 2013, en 2014 et en 2015, en France, le Scénic est le monospace le plus vendu,. Son remplaçant, le Renault Scenic IV, est présentée au Salon de Genève 2016.

## Contexte
Inventé par Matra, vendu sous la marque Renault en 1984 avec l'Espace, le monospace connait un grand succès en Europe si bien que le constructeur français décide, en 1996, de décliner le concept de monospace à celui des berlines compactes. Ainsi naquit le Renault Scénic. Constituant « la plus grande réussite de Renault de la décennie [1990] », le Renault Scénic et son remplaçant, alors seuls sur le marché, se vendent à plus de 2 millions d'exemplaires. Fort de ce succès, la Scénic doit tout naturellement faire face à la concurrence quelques années plus tard et notamment avec la Citroën Xsara Picasso arrivée sur le marché en 1999.
En 2006, à la suite du remplacement de la Xsara par la C4, Citroën entame une profonde modification de son monospace. Déclinée en une version courte 5 places et une version longue 7 places, la C4 Picasso et Grand Picasso profitent d'un design avantageux et distincts pour les deux versions qui en font rapidement les monospaces les plus vendus en Europe, ravissant ainsi la première place à Renault.

## Design
Tout comme la troisième génération de la Mégane quelques mois auparavant, le Scénic décide de remiser ses lignes alambiquées au profit de formes douces et rondes, dans le « moule » des dernières productions du constructeur français. Les proportions sont relativement équilibrées grâce à une ligne de toit fuyante et un profil assez trapu en raison de larges et épais bandeaux qui recouvrent le bas des portières. Le profil du Scénic évolue également avec une vitre de custode modifiée et un porte-à-faux arrière réduit.

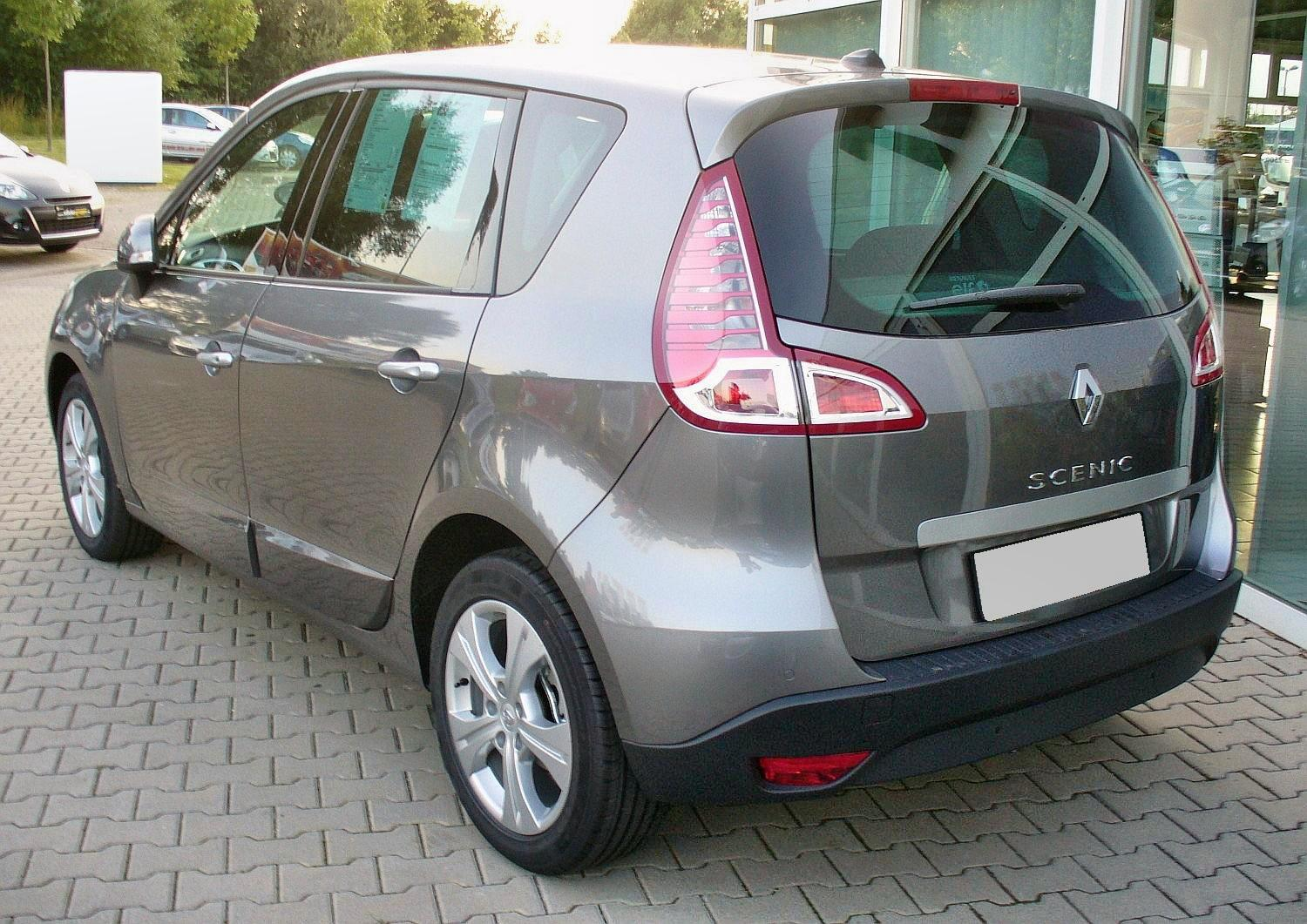
Le Renault Scénic III opte pour des feux en boomerang.

Alors que les versions 7 places des précédents Scénic étaient simplement des déclinaisons allongées de la version courte, Renault décide d'adopter, pour cette troisième génération, un design caractéristique pour chaque modèle. Ces différences se retrouvent essentiellement sur la calandre et les feux arrière. Signature stylistique de Renault, le Scénic arbore des feux arrière en forme de boomerang dont la pointe est orientée tantôt vers l'avant (Grand Scénic), tantôt vers le centre du hayon (Scénic).
La face avant du Scénic version courte est d'inspiration Mégane coupé, aux optiques profilés remontant loin sur les ailes et aux écopes chromées. Le modèle Grand Scénic conserve également ces phares mais opte en revanche pour une calandre plus classique grillagée sur toute sa largeur. Ainsi, la version Grand Scénic abandonne son « allure pataude » tandis que le « look » du Scénic est « plus affirmé et dynamique ».
À l'intérieur, les Scénic et Grand Scénic adoptent la même planche de bord. Le design est « élégant et épuré ». L'épais plastique moussé intégré à cette dernière profite pour beaucoup à la qualité perçue flatteuse du Scénic. L'habitacle est certes moins lumineux que celui de la Citroën Picasso mais « ne manque pas de chaleur grâce à de nombreux inserts chromés satinés ».

## Structure, châssis et comportement

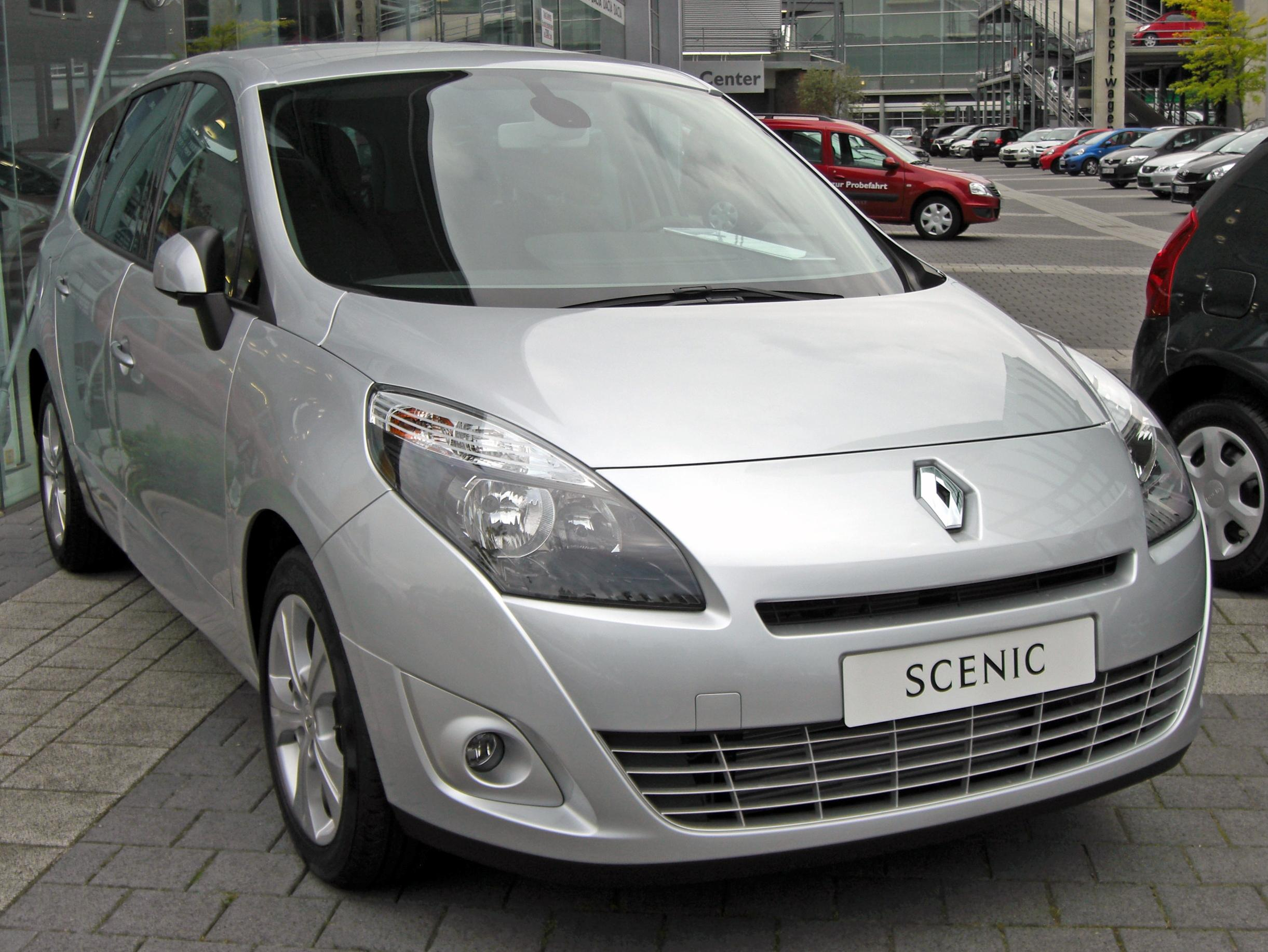
Le comportement du Scénic est proche de celui d'une berline.

Les Renault Scénic et Grand Scénic sont touts deux construits sur une plate-forme commune ayant également servi pour la gamme Mégane. L'empattement est donc identique pour chaque modèle, soit une longueur de 2,7 m. Identique aux précédents modèles, la suspension est assurée par une suspension pseudo-MacPherson triangulée à l'avant et par un essieu de torsion à l'arrière. Nouveauté en revanche : le tarage des amortisseurs ainsi que la raideur des ressorts ont été augmentés à la suite d'une prise de poids du Scénic et un centre de gravité plus élevé.
Les magazines automobiles s'accordent à le dire : le Renault Scénic brille par son comportement proche de celui d'une berline. Équilibré, profitant d'un train avant précis et plus incisif et d'un nouveau châssis à cornes, il demeure agile en courbe tandis que les mouvements de caisse sont bien contenus dans les virages. Un léger roulis peut néanmoins apparaître lors d'un passage rapide. Le conducteur profite cependant d'un freinage progressif et puissant.
Alors que le Scénic II était unanimement décriée pour sa direction peu « consistante », celle de la troisième génération est bien meilleure, plus précise et rigoureuse. Assistée électriquement, elle profite notamment de nouveaux capteurs de couple et d'un ré-échantillonnage du calculateur. 

## Habitabilité et confort

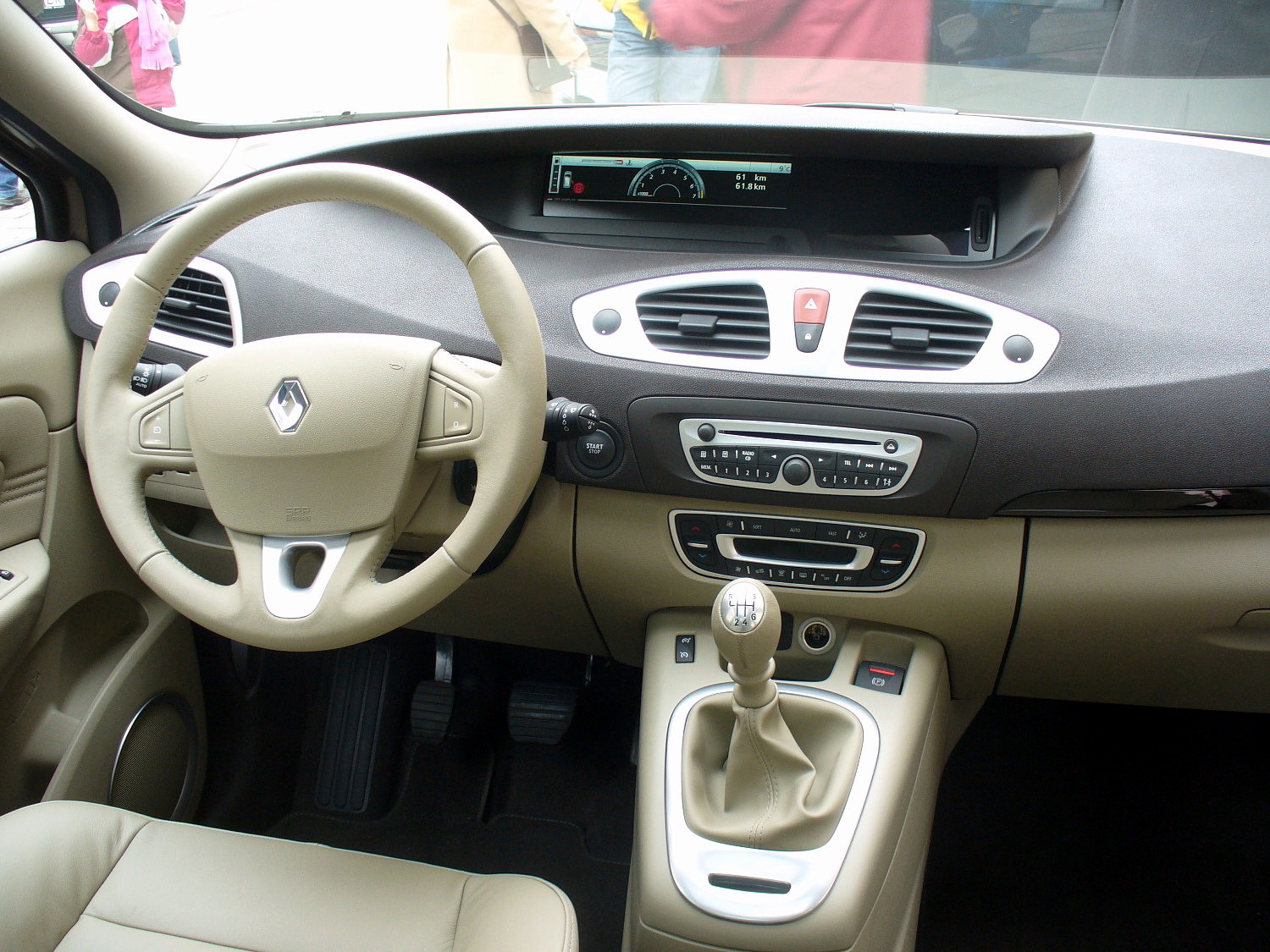
Planche de bord du Scénic 3.

Comme la plupart des nouvelles automobiles, le Scénic III gagne en volume. Allongée de 8 cm en longueur, de 4 cm en largeur et de 6 cm en hauteur par rapport à son prédécesseur, le « petit » Scénic porte sa longueur à 4,34 m. Malgré cela, le Scénic demeure le plus petit des monospaces de sa catégorie. Le volume du coffre, en hausse, oscille entre 522 et 1 837 dm3 selon la configuration des places à bord. Globalement satisfaisant, ce volume est supérieur à celui de la C4 (de 500 à 1 734 dm3) mais encore inférieur à celui de la Volkswagen Touran, référence du secteur avec ses 695 à 1 989 dm3. Les formes régulières et le seuil de chargement placé bas facilitent le chargement d'objets lourds et encombrants dans le coffre. 
Si le Renault Scénic a une bonne habitabilité grâce à de nombreux rangements dans le plancher ou au niveau de la console centrale — le volume de ces rangements atteint 86 L — c'est en revanche moins le cas en ce qui concerne la modularité : les sièges, par exemple, ne sont pas escamotables et il faudra les retirer pour bénéficier d'un volume de chargement maximal,. De l'ordre de 16 kg chacun, la tâche ne s'avère pas simple. Chaque siège peut en revanche avancer ou reculer l'assise et incliner le dossier.
La position de conduite est bonne, proche de celle d'une berline tandis que l'instrumentation centrale est lisible grâce à un écran couleur. Certains regrettent en revanche l'emplacement peu judicieux de quelques commandes telles que l'interrupteur du limiteur-régulateur de vitesse, placé très bas devant le levier de vitesse. L'ergonomie, bien qu'en hausse, demeure perfectible, à l'image des commodos ou de l'« interface joystick ».

## Niveaux de finition et équipements

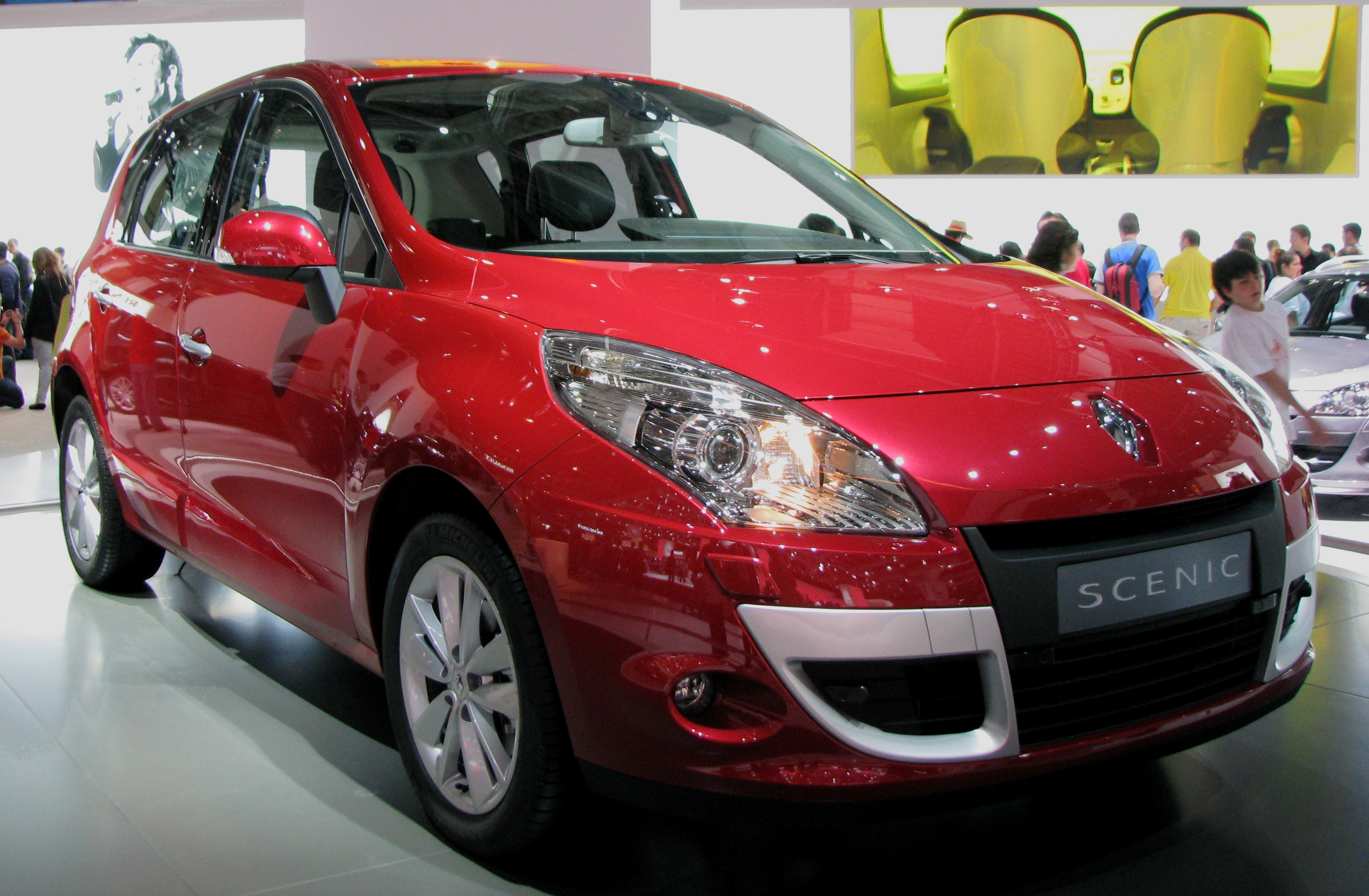
Renault Scénic au salon international de l'automobile de Genève 2009.

À sa sortie, le Renault Scénic III est disponible en cinq niveaux de finitions : « Authentique », « Expression », « Dynamique », « Privilège » et « Jade ». Le premier niveau de finition, « Authentique », propose déjà de nombreux équipements tels que la climatisation, le régulateur-limiteur de vitesse ou encore les rétroviseurs extérieurs électriques mais s'abstient de proposer un radio-CD ou même les vitres électriques à l'arrière. Le haut de gamme du Scénic est assuré par la finition « Jade » avec le toit panoramique en verre, une sellerie cuir ou encore des sièges chauffants à l'avant.
D'un point de vue équipement, le Renault Scénic propose en option le nouveau système de navigation intégrée Carminat TomTom. Dès le second niveau de finition, l'aide au parking sonore et visuelle grâce à une caméra de recul ainsi que les différentes connexions pour baladeurs numériques et clefs USB sont disponibles de série. Renault propose également à ses clients l'option Plug & Music qui ajoute des entrées auxiliaires mini-Jack et USB mais également une interface Bluetooth.

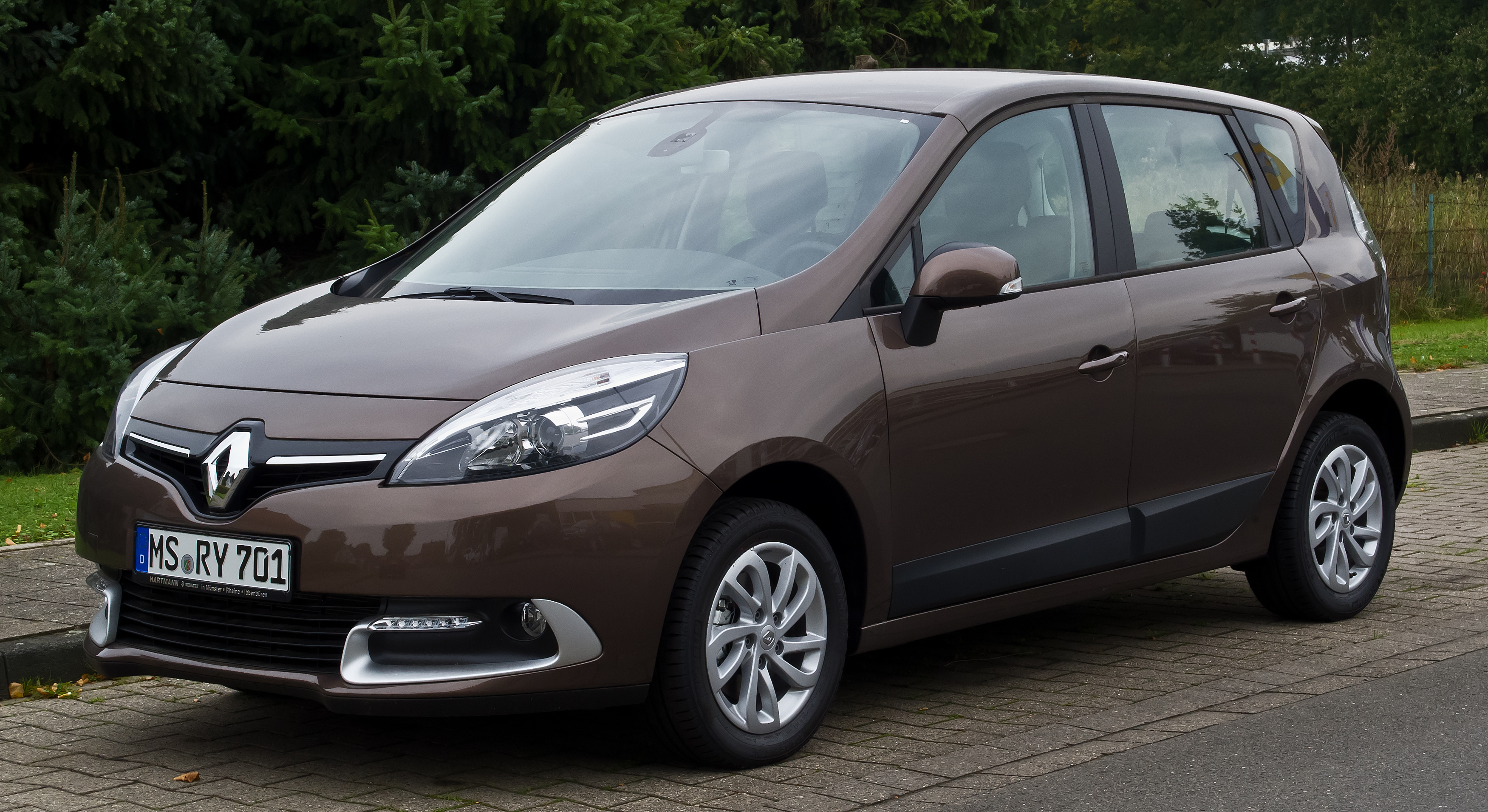
Renault Scénic III phase 3

En septembre 2010, Renault dévoile une édition spéciale dénommée « Bose Edition » ; le niveau de finition est le niveau « Dynamique » auquel est ajouté un système audio Bose, des jantes alliage de 17 pouces, des rétroviseurs noir laqué rabattables électriquement, l'aide au parking avant/arrière et une sellerie spécifique.

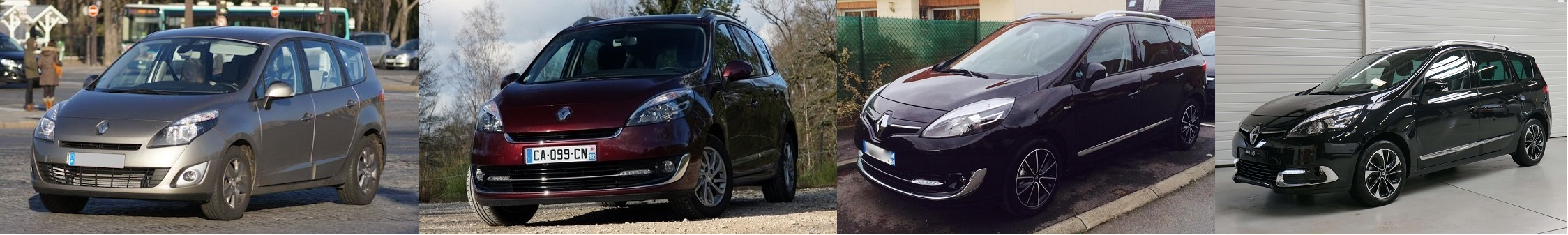
Renault Grand Scenic 3 : Les différentes phases (vue de devant)

À partir de 2013, à l'occasion du léger restylage, le nom des finitions change. Désormais, l'on parle de Life (= Authentique); Zen (= Expression) ; Intens (= Dynamique; Privilège); Initiale (= Jade). A celles-ci, s'ajoutent aussi des versions spéciales à l'instar de Limited (= Zen+); Bose (= Intens+) ou bien encore Lounge (=Intens+).

### Scénic Xmod

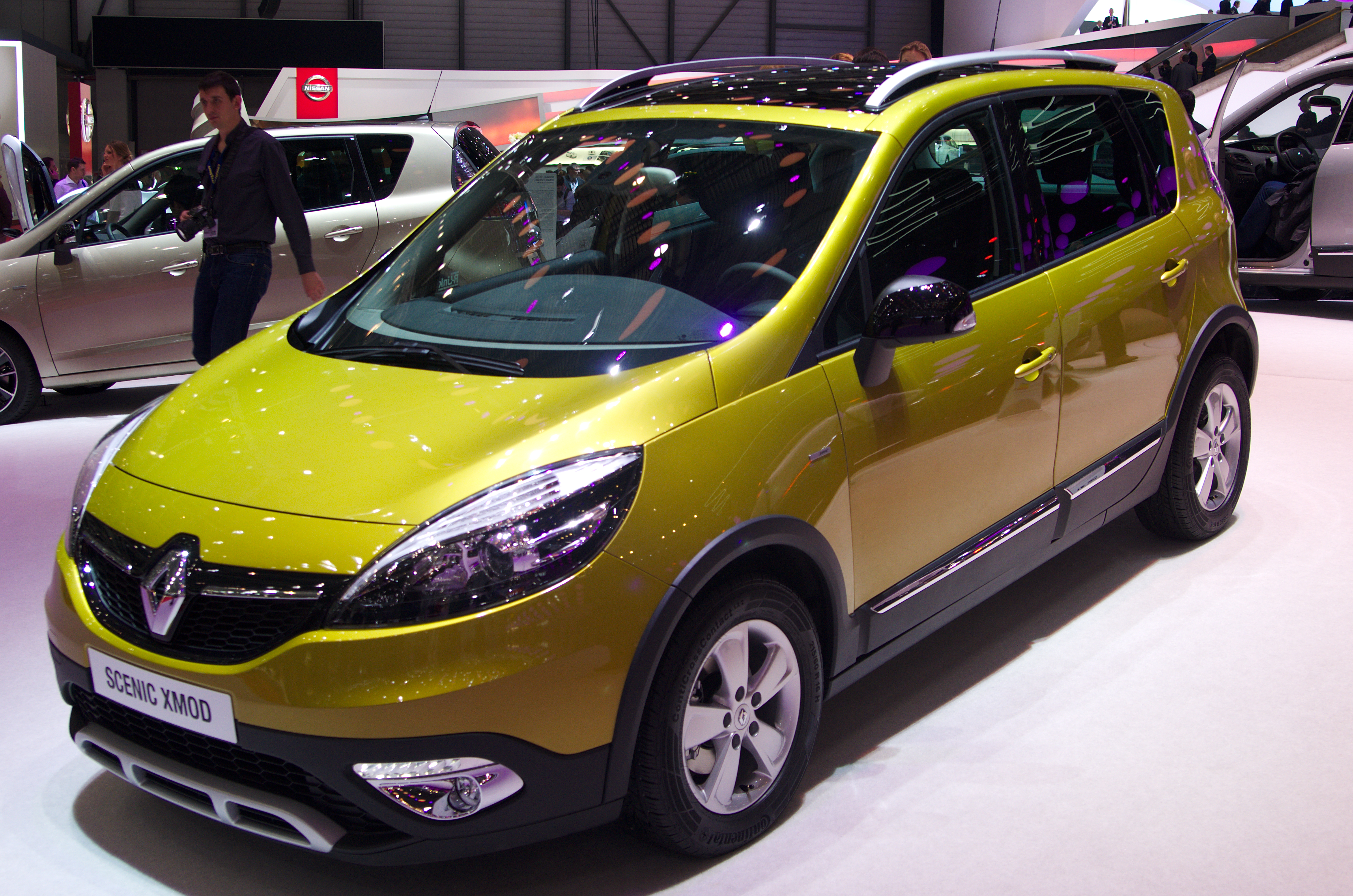
Renault Scénic Xmod

Lors du Salon de l'automobile de Genève 2013, lors de la présentation du Renault Scénic III phase 3, Renault dévoile également une inédite version crossover, appelée Scénic Xmod (Scénic Xmod Cross en Italie). Celle-ci se place en successeur du Renault Scénic Conquest.
Le Scénic Xmod se distingue par une calandre différente (plus grande et marquée par un motif en nid d'abeille), des barres de toit longitudinales chromées, des protections de carrosserie, des jantes et pneumatiques inédits, des badges XMod, une teinte inédite et le système de contrôle de traction Extended Grip.

## Moteurs et transmission

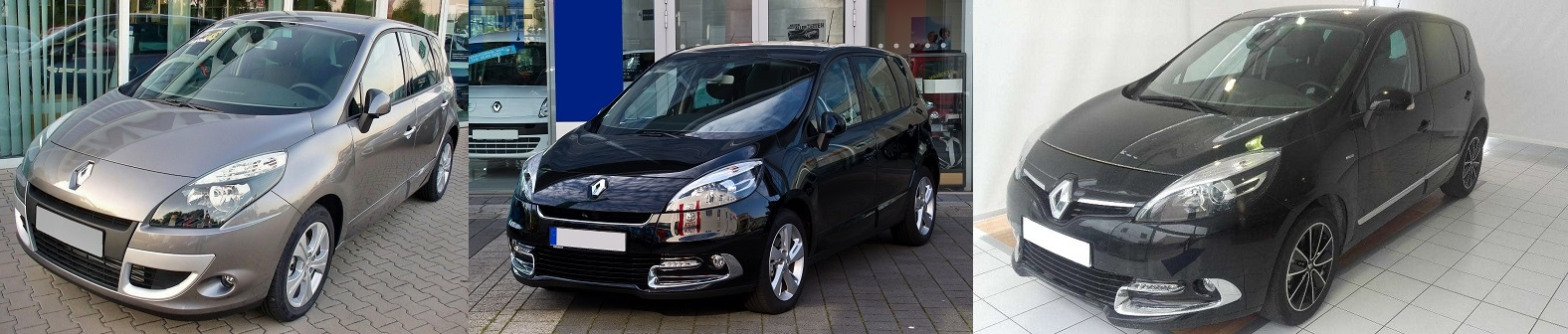
Renault Scenic 3 : Les différentes phases (vue de devant).

### Motorisations et performances

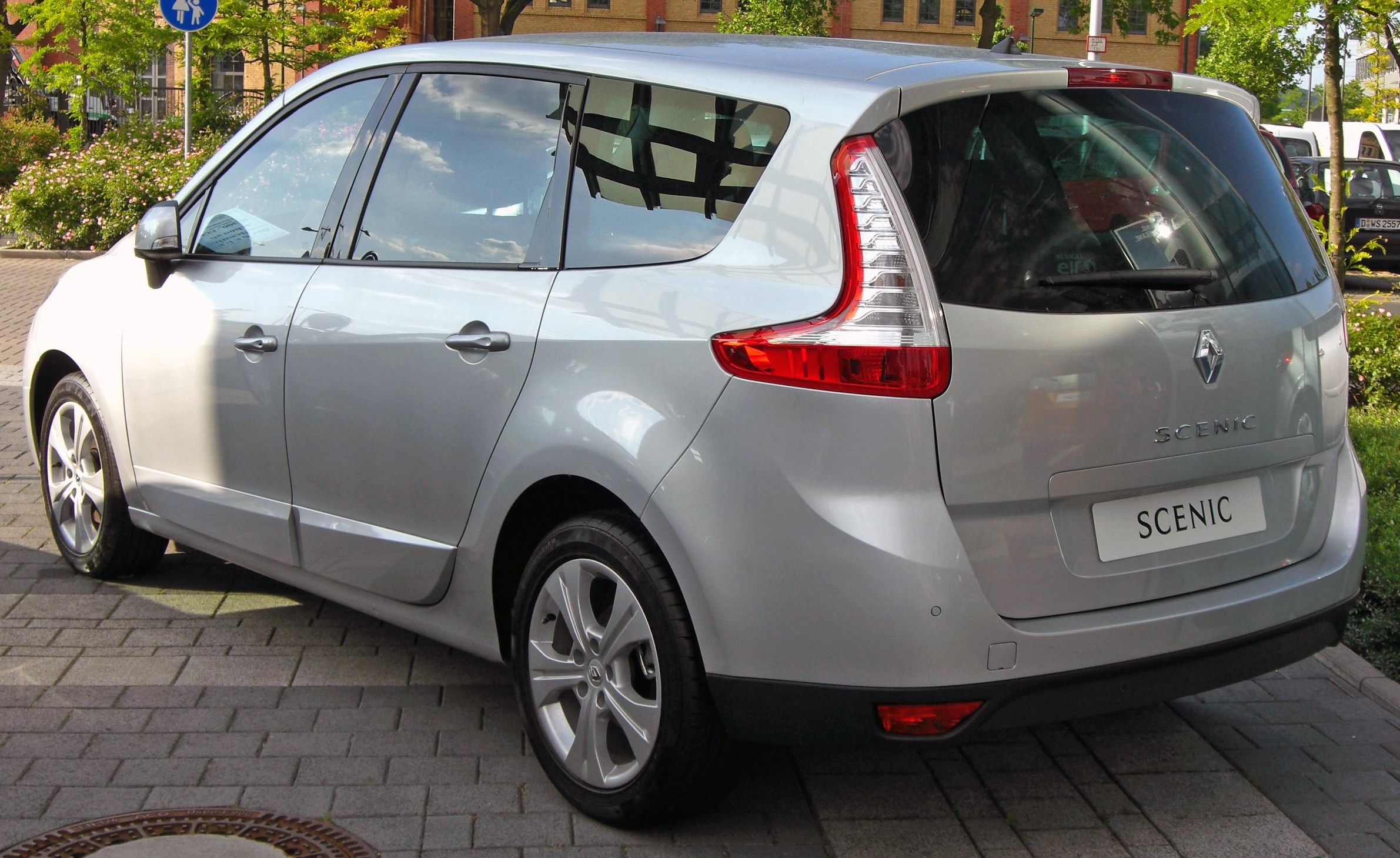
Renault Grand Scénic.

Les versions avec EDC connaissent un problème référencé NT8884, non résolu par Renault qui provoque un craquement (bruit métallique) lors des passages de vitesses de la 6e vers la 5e à vitesse stabilisée (voir les forums sur internet → "bruit EDC")
Normalement, depuis l’été 2013 un tampon en caoutchouc est posé en après-vente pour faire disparaître définitivement cette résonance. Depuis septembre 2013, les nouvelles boîte seraient corrigées de cette façon dès la vente. source : http://abcmoteur.fr/guide-conso/boite-auto-renault-edc-liste-problemes-fiabilite/
La motorisation des Scénic et Grand Scénic s'étend sur une gamme étendue de neuf motorisations 4 cylindres en ligne — deux moteurs essence atmosphériques et un suralimenté ainsi que six moteur Diesel turbocompressés — d'une puissance allant de 85 ch pour le 1.5 dCi, le plus petit des moteurs (uniquement disponible sur la « petite » Scénic), à 160 ch pour le 2.0 dCi. Ces moteurs sont associées à une boîte de vitesses manuelle ou automatique à 6 rapports hormis pour le 2.0 16v de 140 ch uniquement disponible avec une transmission CVT (Continuously Variable Transmission).
Le plus gros des ventes devrait être assuré par le moteur Diesel 1.5 dCi de 110 ch. Bien que « moins brillant » que les moteurs de 130 et 150 ch, ce moteur sied bien à la Scénic grâce à généreux couple de 240 N m atteint à 2 000 tr/min qui offre de bonnes reprises et accélérations. Il montre néanmoins quelques faiblesses lorsque le véhicule est chargé ou sollicité en montagne et laisse transparaître quelques vibrations. Depuis le printemps 2010, il peut recevoir une boîte de vitesses automatique à 6 rapports à double embrayage EDC ("Efficient Dual Clutch"), une première pour la marque.
Le nouveau moteur essence 1.4 TCe de 130 ch offre quant à lui des performances dignes des motorisations Diesel de la Scénic. Sa faible cylindrée offre une consommation réduite tandis que la suralimentation par turbocompresseur offre un couple suffisant et des reprises efficaces. Le moteur propulse sans difficulté les 1 500 kg du véhicule.
Les moteurs 2.0 dCi font preuve quant à eux de souplesse, tandis que les montées en régimes sont franches, mais pas brutales. Moteur le plus puissant de la gamme, le 2.0 160 est par conséquent celui qui offre également les meilleures performances avec un 1 000 m départ-arrêté effectué en environ 30 s. Le 2.0 dCi de 150 ch offre pour sa part des performances décevantes en matière de consommation. Uniquement associé à une boîte de vitesses automatique, le moteur consomme 7,0 ℓ/100 km selon Renault. Le magazine Moniteur Automobile annonce lors de leur essai, une consommation 9,0 ℓ/100 km.
Au printemps 2011, les Renault Scénic et Grand Scénic inaugurent le nouveau moteur Energy 1.6 dCi 130 Stop & Start. Ce moteur remplace l'ancien bloc 1.9 dCi 130, avec l'objectif de réduire la consommation et les émissions de CO2. La Scénic Energy dCi 130 est alors homologuée à 115 g de rejets de CO2/km, pour une consommation de 4,4 L. Ce nouveau moteur appelé R9M en interne utilise des technologies très poussées : vanne EGR basse pression, 16 soupapes, thermomanagement innovant, pompe à huile à cylindrée variable, et swirl variable.
Il s'agit aussi de la première application d'un Stop & Start pour Renault.

### Détails

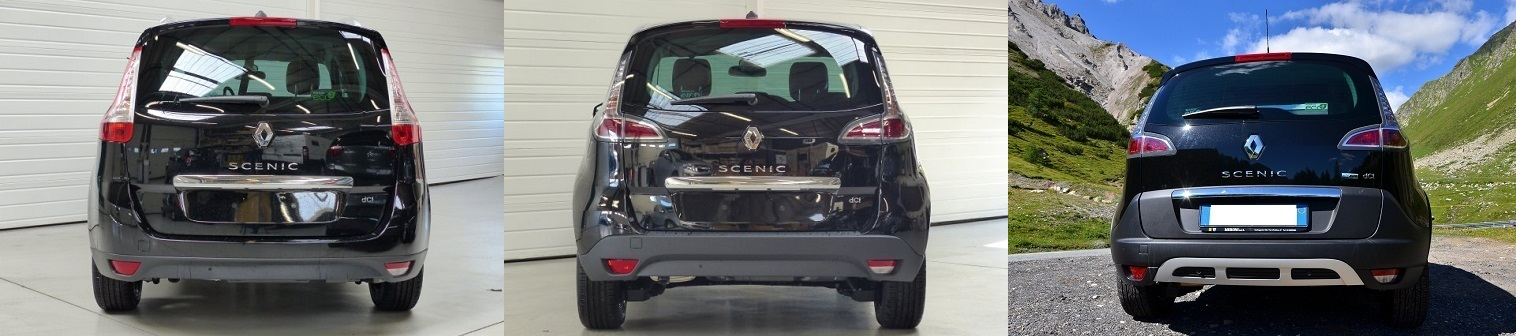
Renault Scenic 3 (Toutes phases) vue arrière

|                      | 1.6 16v 110                   | 1.2 TCe 115                   | 1.4 TCe 130                   | 1.2 TCe 130                   | 2.0 16v 140                    | 1.5 dCi 85                   | 1.5 dCi 95                   | 1.5 dCi 105                   | 1.5 dCi 110                   | 1.6 dCi 130                   | 1.9 dCi 130                   | 2.0 dCi 150                    | 2.0 dCi 160                    |
| Dénomination moteur  | K4M                           | H5F                           | H4J                           | H5F                           | M4R                            | K9K                          | K9K                          | K9K                           | K9K                           | R9M                           | F9Q                           | M9R                            | M9R                            |
| -------------------- | ----------------------------- | ----------------------------- | ----------------------------- | ----------------------------- | ------------------------------ | ---------------------------- | ---------------------------- | ----------------------------- | ----------------------------- | ----------------------------- | ----------------------------- | ------------------------------ | ------------------------------ |
| Cylindrée            | 1 598 cm3                     | 1 198 cm3                     | 1 397 cm3                     | 1 198 cm3                     | 1 997 cm3                      | 1 461 cm3                    | 1 461 cm3                    | 1 461 cm3                     | 1 461 cm3                     | 1 598 cm3                     | 1 870 cm3                     | 1 995 cm3                      | 1 995 cm3                      |
| Énergie              | Essence                       | Essence                       | Essence                       | Essence                       | Essence                        | Diesel                       | Diesel                       | Diesel                        | Diesel                        | Diesel                        | Diesel                        | Diesel                         | Diesel                         |
| Configuration        | L4 atmosphérique              | L4 turbocompressé             | L4 turbocompressé             | L4 turbocompressé             | L4 atmosphérique               | L4 turbocompressé            | L4 turbocompressé            | L4 turbocompressé             | L4 turbocompressé             | L4 turbocompressé             | L4 turbocompressé             | L4 turbocompressé              | L4 turbocompressé              |
| Puissance            | 110 ch (81 kW) à 6 000 tr/min | 115 ch (88 kW) à 4 500 tr/min | 130 ch (96 kW) à 5 500 tr/min | 130 ch (96 kW) à 5 500 tr/min | 143 ch (103 kW) à 6 000 tr/min | 85 ch (63 kW) à 3 750 tr/min | 95 ch (70 kW) à 4 000 tr/min | 105 ch (78 kW) à 4 000 tr/min | 110 ch (81 kW) à 4 000 tr/min | 130 ch (96 kW) à 4 000 tr/min | 130 ch (96 kW) à 3 750 tr/min | 150 ch (110 kW) à 4 000 tr/min | 160 ch (118 kW) à 3 750 tr/min |
| Couple               | 151 N m à 4 250 tr/min        | 190 N m à 2 000 tr/min        | 191 N m à 2 250 tr/min        | 205 N m à 2 000 tr/min        | 196 N m à 3 750 tr/min         | 201 N m à 1 750 tr/min       | 241 N m à 1 750 tr/min       | 241 N m à 1 750 tr/min        | 241 N m à 1 750 tr/min        | 320 N m à 1 750 tr/min        | 301 N m à 1 750 tr/min        | 361 N m à 2 000 tr/min         | 380 N m à 2 000 tr/min         |
| Accélération         | 0 à 100 km/h en 11,7 s        | 0 à 100 km/h en 11,7 s        | 0 à 100 km/h en 10,7 s        | 0 à 100 km/h en 11,4 s        | 0 à 100 km/h en 10,6 s         | 0 à 100 km/h en 16,4 s       | 0 à 100 km/h en 12,4 s       | 0 à 100 km/h en 12,4 s        | 0 à 100 km/h en 12,3 s        | 0 à 100 km/h en 10,3 s        | 0 à 100 km/h en 10,6 s        | 0 à 100 km/h en 9,7 s          | 0 à 100 km/h en 9,1 s          |
| Consommation         | 7,3 ℓ/100 km                  | 5,9 ℓ/100 km                  | 7,3 ℓ/100 km                  | 6,1 ℓ/100 km                  | 7,7 ℓ/100 km                   | 4,9 ℓ/100 km                 | 4,5 ℓ/100 km                 | 4,9 ℓ/100 km                  | 4,9 ℓ/100 km                  | 4,5 ℓ/100 km                  | 5,5 ℓ/100 km                  | 7,0 ℓ/100 km                   | 6,6 ℓ/100 km                   |
| CO2                  | 169 g/km                      | 135 g/km                      | 168 g/km                      | 140 g/km                      | 183 g/km                       | 130 g/km                     | 118 g/km                     | 130 g/km                      | 128 g/km                      | 115 g/km                      | 145 g/km                      | 184 g/km                       | 173 g/km                       |
| Années de production | 2009 - 2013                   | depuis 2012                   | 2009 - 2013                   | 2013-2016                     | 2009 - 2012                    | 2009 - 2010                  | 2010-2016                    | 2009 - 2012                   | 2009-2016                     | 2011-2016                     | 2009 - 2011                   | 2009-2016                      | 2009 - 2012                    |

## Sécurité
Argument de vente depuis quelques années, la sécurité des modèles et la réussite des tests organisés par l'organisme Euro NCAP est devenue le fer de lance de Renault. Le Scénic III remporte ainsi les cinq étoiles aux crash tests, note maximale, avec 91 % pour la protection des adultes, 76 % pour les enfants mais seulement 42 % pour la protection des piétons.
Le Scénic réalise une belle performance en revanche pour les équipements sécuritaires embarqués (99 %), grâce notamment à l'ESP de série dès les premières finitions ainsi que de nombreux et divers airbags (rideaux, latéraux et frontaux). Les ceintures sont par ailleurs équipées de prétensionneurs adaptatifs et de limiteurs d'efforts. Les fixations ISOFIX à triples points d'ancrage sont présentes.